# فرد بريدغز
فرد بريدغز (بالإنجليزية: Fred Bridges)‏ هو منتج أسطوانات وموسيقي أمريكي، ولد في 1938.